# Anhée
Anhée [ɑ̃ˈe] (wallonisch Anhêye) ist eine Gemeinde in der Provinz Namur der belgischen Region Wallonien in der Landschaft Condroz.
Nachbargemeinden sind Profondeville im Norden, Yvoir im Osten, Onhaye im Süden und Mettet im Westen.
Die Gemeinde umfasst die Orte Anhée, Annevoie-Rouillon, Bioul, Denée, Haut-le-Wastia, Sosoye und Warnant. 
In Bioul befindet sich das Schloss Vaxelaire und in Denée die Abtei Maredsous. 
Zur italienischen Gemeinde Caneva in Friaul-Julisch Venetien bestehen partnerschaftliche Beziehungen.

## Bevölkerungsentwicklung
- Quelle:Statistics Belgium – 1806 bis 1970: jew. 31. Dezember; ab 1977: per 1. Januar
- 1965: Eingemeindung von Haut-le-Wastia und Warnant
- 1977: Eingemeindung von Annevoie-Rouillon, Bioul, Denée und Sosoye

## Personen
- Raoul Mosseray (1908–1940), Botaniker